# Stenodyneriellus longithorax
Stenodyneriellus longithorax är en stekelart som beskrevs av Giordani Soika 1995. Stenodyneriellus longithorax ingår i släktet Stenodyneriellus och familjen Eumenidae. Inga underarter finns listade i Catalogue of Life.